# Amy Johnson
Pour les articles homonymes, voir Johnson.
Amy Johnson, née le 1er juillet 1903 à Kingston-upon-Hull et morte accidentellement le 5 janvier 1941 dans l'estuaire de la Tamise, est une aviatrice britannique, pionnière du vol en avion à moteur.

## Biographie
Amy Johnson naît le 1er juillet 1903 à Kingston-upon-Hull dans le Yorkshire. Elle obtient une licence en économie à l’université de Sheffield et travaille ensuite à Londres comme secrétaire dans un cabinet d’avocat. Johnson commence à voler sous forme de passe-temps, obtenant la licence « A » le 6 juillet 1929 sous la tutelle du capitaine Valentine Baker. Au cours de cette même année, elle devient la première Britannique à obtenir une licence de mécanicienne au sol.

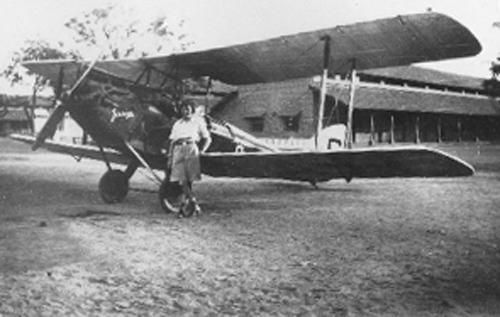
Amy Johnson et son Gipsy Moth en Inde.

Son père, qui fut toujours son plus fidèle partisan, l'aide à acquérir son premier avion. Grâce à lui et à Lord Wakefield, elle achète d’occasion un de Havilland Gipsy Moth qu'elle baptise « Jason » en guise d'hommage à l’entreprise de son père.
Amy Johnson fut l'amie et la collaboratrice de Fred Slingsby dont la société basée dans le Yorkshire, Slingsby Aviation, était devenue le plus célèbre fabricant de planeurs du Royaume-Uni. Slingsby participa à la fondation du Yorkshire Gliding Club à Sutton Bank et, dans les années 1930, Amy Johnson en a été l'un des premiers membres et stagiaires,.

## La célébrité

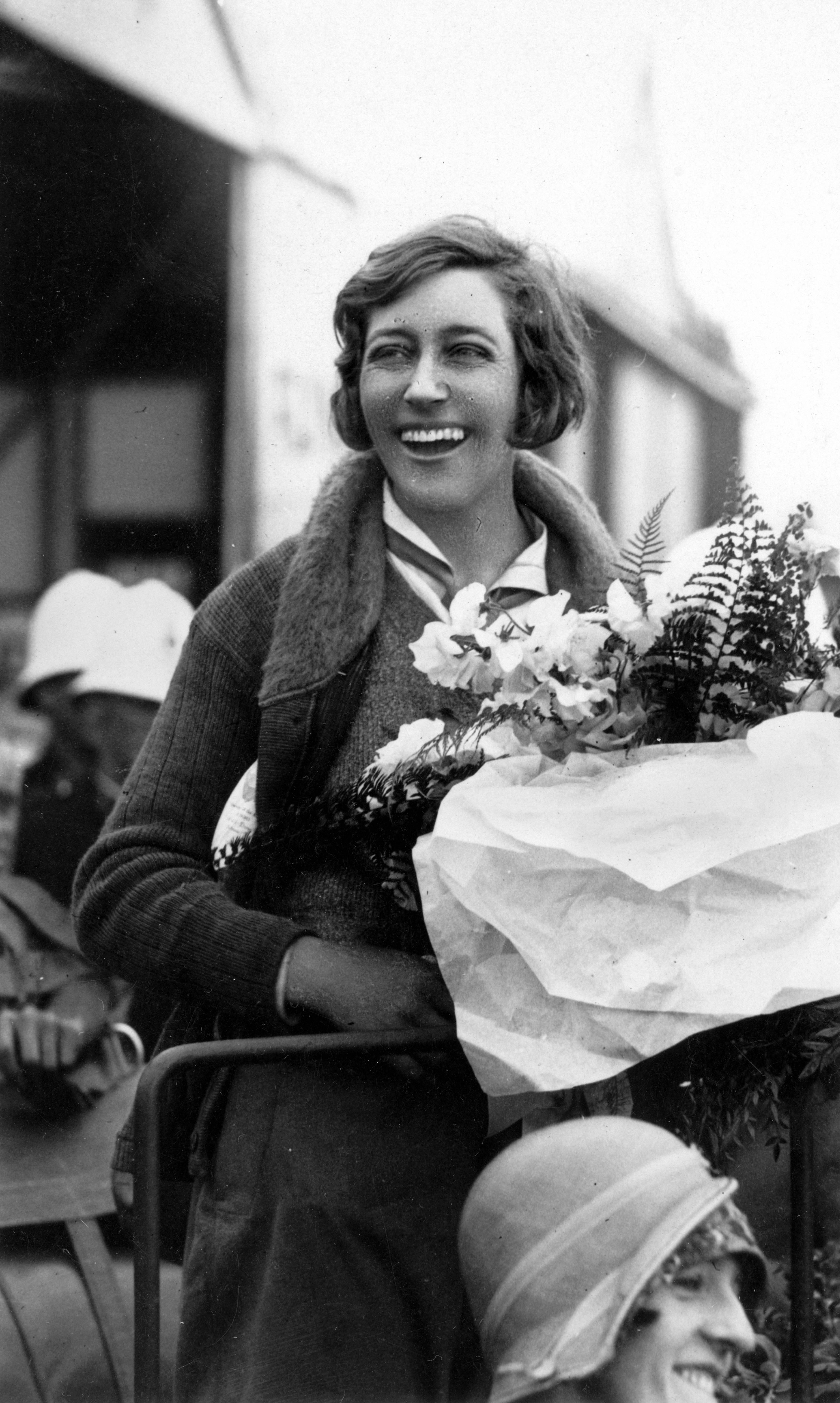
Amy Johnson après son arrivée à Brisbane en 1930.

Amy Johnson atteint une renommée mondiale quand, en 1930, elle devient la première femme à effectuer un vol solo entre le Royaume-Uni et l'Australie. À bord de son Gipsy Moth, elle quitte Croydon, au sud de Londres, le 5 mai et atterrit à Port Darwin le 24 mai après avoir volé 19 110 km. Son avion peut encore être admiré au Science Museum de Londres.
En juillet 1931, Amy Johnson et son copilote Jack Humphreys sont les premiers à effectuer un vol de Londres à Moscou en une seule journée, parcourant à bord d’un De Havilland 80A Puss Moth les 2 830 km en environ 21 heures. De là, ils poursuivent leur route à travers la Sibérie jusqu’à Tokyo, établissant un record de vitesse entre le Royaume-Uni et le Japon (au même moment, Marga von Etzdorf réalise le premier vol féminin en solitaire entre l'Allemagne et le Japon).
Le 29 juillet 1932, Amy Johnson épouse le célèbre aviateur Jim Mollison, avec qui elle partage un esprit de compétition acéré.

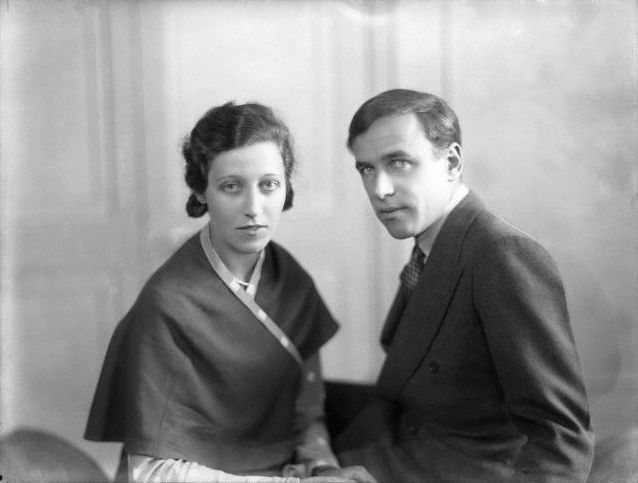
Amy et Jim Mollison en 1932.

Quatre mois après leur mariage, le 18 novembre 1932, à bord d’un DH.80A Puss Moth de 105 chevaux, baptisé « Desert Cloud », Amy Johnson bat le record de son mari (quatre jours, dix-sept heures et vingt-deux minutes) sur le vol Londres - Le Cap, en Afrique du Sud, soit 10 046 kilomètres de parcourus en quatre jours, six heures et cinquante-trois minutes, avec 5 escales.
En juin 1933, au départ de Pendine Sands au Pays de Galles, elle franchit l’Atlantique avec son mari aux commandes d’un De Havilland DH.89 Dragon Rapide. À court d’essence, ils doivent se poser en catastrophe à Bridgeport dans le Connecticut, et sont légèrement blessés. Néanmoins, ils sont fêtés par la population new-yorkaise par le biais d’une parade près de Wall Street.
En octobre 1934, dans le cadre de la course aérienne Londres-Melbourne, le couple effectue un vol de 22 heures vers Karachi à bord du DH.88 Comet baptisé Black Magic. Ils sont cependant contraints d’abandonner la course et de se poser à Allahabad en raison d’ennuis mécaniques.
En mai 1936, Amy Johnson réalise à bord d’un Percival Gull Six un vol solo aller-retour Le Cap en quatre jours, six heures et quarante minutes.

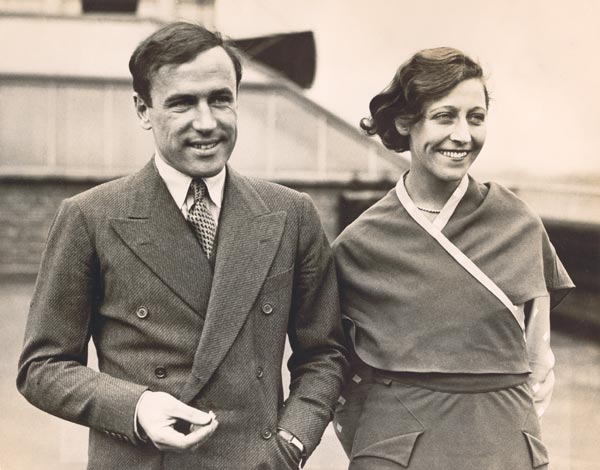
Jim Mollison et Amy Johnson en 1937.

La mort d’Amelia Earhart en 1937 marque profondément Amy Johnson, qui devient pilote de convoyage à Portsmouth et fait quelques courses automobiles.
En 1938, Amy Johnson et Jim Mollison divorcent. Elle reprend alors son nom de naissance. La même année elle gagne le Concours d'Élégance du Rallye Paris - Saint-Raphaël Féminin, sur Talbot.

## Seconde Guerre mondiale
Au début de la Seconde Guerre mondiale, Amy Johnson rejoint l’Air Transport Auxiliary (ATA), où elle convoie des avions neufs depuis leur usine de montage jusqu’aux bases de combat de la Royal Air Force.

## Décès
Le 5 janvier 1941, avertie de conditions météorologiques défavorables, elle ignore l'avis. Son bimoteur Airspeed Oxford MK.II qu’elle convoie depuis Blackpool vers la base de la RAF de Kidlington près d'Oxford tombe en panne de carburant. Elle se pose dans la Tamise où elle est entrevue vivante par le Lt Cdr Walter Fletcher du HMS Haslemere qui tente de la sauver. Ils se noient tous les deux. Le corps d’Amy Johnson ne fut jamais retrouvé.
Une cérémonie commémorative a lieu dans l'église de St Martin-in-the-Fields le 14 janvier 1941.

## Hommages
Le film They Flew Alone (en) (aussi connu sous le nom de Wings and the Woman) réalisé par le Britannique Herbert Wilcox en 1942, rend hommage et retrace la vie et les exploits de Amy Johnson.

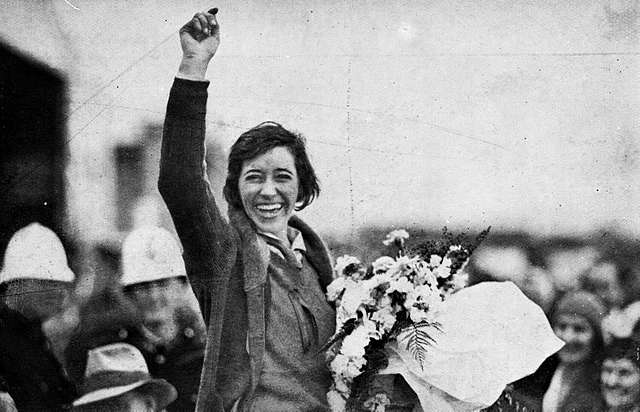
Amy Johnson après son atterrissage à Brisbane (Australie), le 29 mai 1930.

Le musée de l'Air et de l'Espace du Bourget (France) a organisé une exposition « Amy Johnson - le destin d'une héroïne » du 17 mai au 31 août 2014.
Une rose hybride de thé « Amy Johnson » lui est dédiée en 1931 par l'obtenteur australien Alister Clark.
Un court métrage d'animation en stop motion, G-AAAH est réalisé en 2016 par Lizzy Hobbs, une réalisatrice de films d'animation britannique.
Une partie de sa vie est abordée dans le premier album de bande dessinée Femmes en résistance publié en 2013.